# Campionati mondiali di sollevamento pesi 1985
I Campionati mondiali di sollevamento pesi 1985, 59ª edizione della manifestazione, si svolsero a Södertälje dal 23 agosto al 1º settembre 1985.

## Titoli in palio
| Categoria            | Eventi         | Atleti |
| -------------------- | -------------- | ------ |
| Pesi mosca           | Fino a 52 kg   | 16     |
| Pesi gallo           | Fino a 56 kg   | 13     |
| Pesi piuma           | Fino a 60 kg   | 21     |
| Pesi leggeri         | Fino a 67,5 kg | 23     |
| Pesi medi            | Fino a 75 kg   | 19     |
| Pesi massimi leggeri | Fino a 82,5 kg | 18     |
| Pesi mediomassimi    | Fino a 90 kg   | 26     |
| Pesi massimi primi   | Fino a 100 kg  | 29     |
| Pesi massimi         | Fino a 110 kg  | 15     |
| Pesi supermassimi    | Oltre i 110 kg | 15     |

## Nazioni partecipanti
Le nazioni che hanno partecipato ai campionati furono 38 per un totale di 195 atleti partecipanti. Tra questi, la suddivisione continentale è la seguente: 129 atleti europei, 17 americani, 30 asiatici, 10 africani e 9 oceaniani. Tra parentesi i partecipanti per nazione.
- Australia (9)
- Austria (3)
- Belgio (1)
- Bulgaria (10)
- Canada (3)
- Cecoslovacchia (6)
- Cina (7)
- Corea del Nord (5)
- Corea del Sud (7)
- Cuba (9)
- Danimarca (1)
- Egitto (5)
- Finlandia (3)
- Francia (6)
- Germania Est (8)
- Germania Ovest (9)
- Giappone (8)
- Grecia (9)
- Iran (2)
- Islanda (1)
- Israele (1)
- Italia (7)
- Lussemburgo (1)
- Messico (1)
- Nigeria (5)
- Norvegia (3)
- Polonia (7)
- Portogallo (4)
- Regno Unito (6)
- Romania (6)
- Singapore (1)
- Spagna (5)
- Stati Uniti (4)
- Svezia (9)
- Svizzera (2)
- Turchia (2)
- Ungheria (9)
- Unione Sovietica (10)

## Risultati
| Evento  | Oro                 | Oro      | Argento             | Argento  | Bronzo              | Bronzo   |
| 52 kg   | 52 kg               | 52 kg    | 52 kg               | 52 kg    | 52 kg               | 52 kg    |
| ------- | ------------------- | -------- | ------------------- | -------- | ------------------- | -------- |
| Strappo | Sevdalin Marinov    | 112,5 kg | Lyu Jun-sik         | 110,0 kg | Tadeusz Golik       | 110,0 kg |
| Slancio | Sevdalin Marinov    | 140,0 kg | Zeng Guoqiang       | 135,0 kg | Wang Huanbing       | 135,0 kg |
| Totale  | Sevdalin Marinov    | 252,5 kg | Zeng Guoqiang       | 242,5 kg | Bernard Piekorz     | 237,5 kg |
| 56 kg   |                     |          |                     |          |                     |          |
| Strappo | Neno Terzijski      | 122,5 kg | Oksen Mirzoyan      | 122,5 kg | He Yingqiang        | 120,0 kg |
| Slancio | Neno Terzijski      | 157,5 kg | Oksen Mirzoyan      | 157,5 kg | He Yingqiang        | 150,0 kg |
| Totale  | Neno Terzijski      | 280,0 kg | Oksen Mirzoyan      | 280,0 kg | He Yingqiang        | 270,0 kg |
| 60 kg   |                     |          |                     |          |                     |          |
| Strappo | Naim Sjulejmanov    | 143,0 kg | Yourik Sargsyan     | 137,5 kg | Andreas Letz        | 127,5 kg |
| Slancio | Naim Sjulejmanov    | 180,0 kg | Yourik Sargsyan     | 170,0 kg | Andreas Letz        | 165,0 kg |
| Totale  | Naim Sjulejmanov    | 322,5 kg | Yourik Sargsyan     | 307,5 kg | Andreas Letz        | 292,5 kg |
| 67,5 kg |                     |          |                     |          |                     |          |
| Strappo | Veselin Gălăbarov   | 150,0 kg | Mihail Petrov       | 145,0 kg | non attribuita      |          |
| Strappo | Veselin Gălăbarov   | 150,0 kg | Jouni Grönman       | 145,0 kg | non attribuita      |          |
| Slancio | Mihail Petrov       | 190,0 kg | Veselin Gălăbarov   | 180,0 kg | Yao Jingyuan        | 175,0 kg |
| Totale  | Mihail Petrov       | 335,0 kg | Veselin Gălăbarov   | 330,0 kg | Yao Jingyuan        | 315,0 kg |
| 75 kg   |                     |          |                     |          |                     |          |
| Strappo | Andrei Socaci       | 160,0 kg | Aleksandăr Vărbanov | 160,0 kg | Minčo Pašov         | 160,0 kg |
| Slancio | Aleksandăr Vărbanov | 211,5 kg | Minčo Pašov         | 197,5 kg | Andrei Socaci       | 195,0 kg |
| Totale  | Aleksandăr Vărbanov | 370,0 kg | Minčo Pašov         | 357,5 kg | Andrei Socaci       | 355,0 kg |
| 82,5 kg |                     |          |                     |          |                     |          |
| Strappo | Jurij Vardanjan     | 177,5 kg | Asen Zlatev         | 177,5 kg | László Király       | 170,0 kg |
| Slancio | Jurij Vardanjan     | 220,0 kg | Asen Zlatev         | 215,0 kg | László Király       | 205,0 kg |
| Totale  | Jurij Vardanjan     | 397,5 kg | Asen Zlatev         | 392,5 kg | László Király       | 375,0 kg |
| 90 kg   |                     |          |                     |          |                     |          |
| Strappo | Zoltán Balázsfi     | 177,5 kg | non attribuita      |          | non attribuita      |          |
| Strappo | Anatolij Chrapatyj  | 177,5 kg | non attribuita      |          | non attribuita      |          |
| Strappo | Viktor Solodov      | 177,5 kg | non attribuita      |          | non attribuita      |          |
| Slancio | Anatolij Chrapatyj  | 217,5 kg | non attribuita      |          | Piotr Krukowski     | 207,5 kg |
| Slancio | Viktor Solodov      | 217,5 kg | non attribuita      |          | Piotr Krukowski     | 207,5 kg |
| Totale  | Anatolij Chrapatyj  | 395,0 kg | non attribuita      |          | Piotr Krukowski     | 385,0 kg |
| Totale  | Viktor Solodov      | 395,0 kg | non attribuita      |          | Piotr Krukowski     | 385,0 kg |
| 100 kg  |                     |          |                     |          |                     |          |
| Strappo | Andor Szanyi        | 185,0 kg | Nicu Vlad           | 185,0 kg | Pavel Kuznecov      | 185,0 kg |
| Slancio | Andor Szanyi        | 230,0 kg | René Wyßuwa         | 225,0 kg | Pavel Kuznecov      | 222,5 kg |
| Totale  | Andor Szanyi        | 415,0 kg | Pavel Kuznecov      | 407,5 kg | Nicu Vlad           | 405,0 kg |
| 110 kg  |                     |          |                     |          |                     |          |
| Strappo | Jurij Zacharevič    | 190,0 kg | Norberto Oberburger | 180,0 kg | Miloš Čiernik       | 175,0 kg |
| Slancio | Jurij Zacharevič    | 232,5 kg | Miloš Čiernik       | 222,5 kg | Norberto Oberburger | 217,5 kg |
| Totale  | Jurij Zacharevič    | 422,5 kg | Miloš Čiernik       | 397,5 kg | Norberto Oberburger | 397,5 kg |
| +110 kg |                     |          |                     |          |                     |          |
| Strappo | Antonio Krăstev     | 202,5 kg | Aleksandr Gunjašev  | 195,0 kg | Leonid Taranenko    | 185,0 kg |
| Slancio | Senno Salzwedel     | 237,5 kg | Aleksandr Gunjašev  | 237,5 kg | Manfred Nerlinger   | 237,5 kg |
| Totale  | Antonio Krăstev     | 437,5 kg | Aleksandr Gunjašev  | 432,5 kg | Manfred Nerlinger   | 422,5 kg |

## Medagliere

### Grandi (totale)
Riferito al totale dell'esercizio: 10 nazioni sono entrate nel medagliere.
| Posiz. | Nazione          | Oro | Argento | Bronzo | Totale |
| ------ | ---------------- | --- | ------- | ------ | ------ |
| 1      | Bulgaria         | 6   | 3       | 0      | 9      |
| 2      | Unione Sovietica | 4   | 4       | 0      | 8      |
| 3      | Ungheria         | 1   | 0       | 1      | 2      |
| 4      | Cina             | 0   | 1       | 2      | 3      |
| 5      | Cecoslovacchia   | 0   | 1       | 0      | 1      |
| 6      | Polonia          | 0   | 0       | 2      | 2      |
| 6      | Romania          | 0   | 0       | 2      | 2      |
| 8      | Germania Est     | 0   | 0       | 1      | 1      |
| 8      | Germania Ovest   | 0   | 0       | 1      | 1      |
| 8      | Italia           | 0   | 0       | 1      | 1      |
| Totale | Totale           | 11  | 9       | 10     | 30     |

### Grandi (totale) e Piccole (Strappo e slancio)
Riferito al totale dell'esercizio e delle due specialità: 12 nazioni sono entrate nel medagliere. 
| Posiz. | Nazione          | Oro | Argento | Bronzo | Totale |
| ------ | ---------------- | --- | ------- | ------ | ------ |
| 1      | Bulgaria         | 16  | 9       | 1      | 26     |
| 2      | Unione Sovietica | 12  | 10      | 3      | 25     |
| 3      | Ungheria         | 4   | 0       | 3      | 7      |
| 4      | Germania Est     | 1   | 1       | 3      | 5      |
| 4      | Romania          | 1   | 1       | 3      | 5      |
| 6      | Cina             | 0   | 2       | 6      | 8      |
| 7      | Cecoslovacchia   | 0   | 2       | 1      | 3      |
| 8      | Italia           | 0   | 1       | 2      | 3      |
| 9      | Corea del Nord   | 0   | 1       | 0      | 1      |
| 9      | Finlandia        | 0   | 1       | 0      | 1      |
| 11     | Polonia          | 0   | 0       | 4      | 4      |
| 12     | Germania Ovest   | 0   | 0       | 2      | 2      |
| Totale | Totale           | 34  | 28      | 28     | 90     |